# Władysław Dunin-Wąsowicz

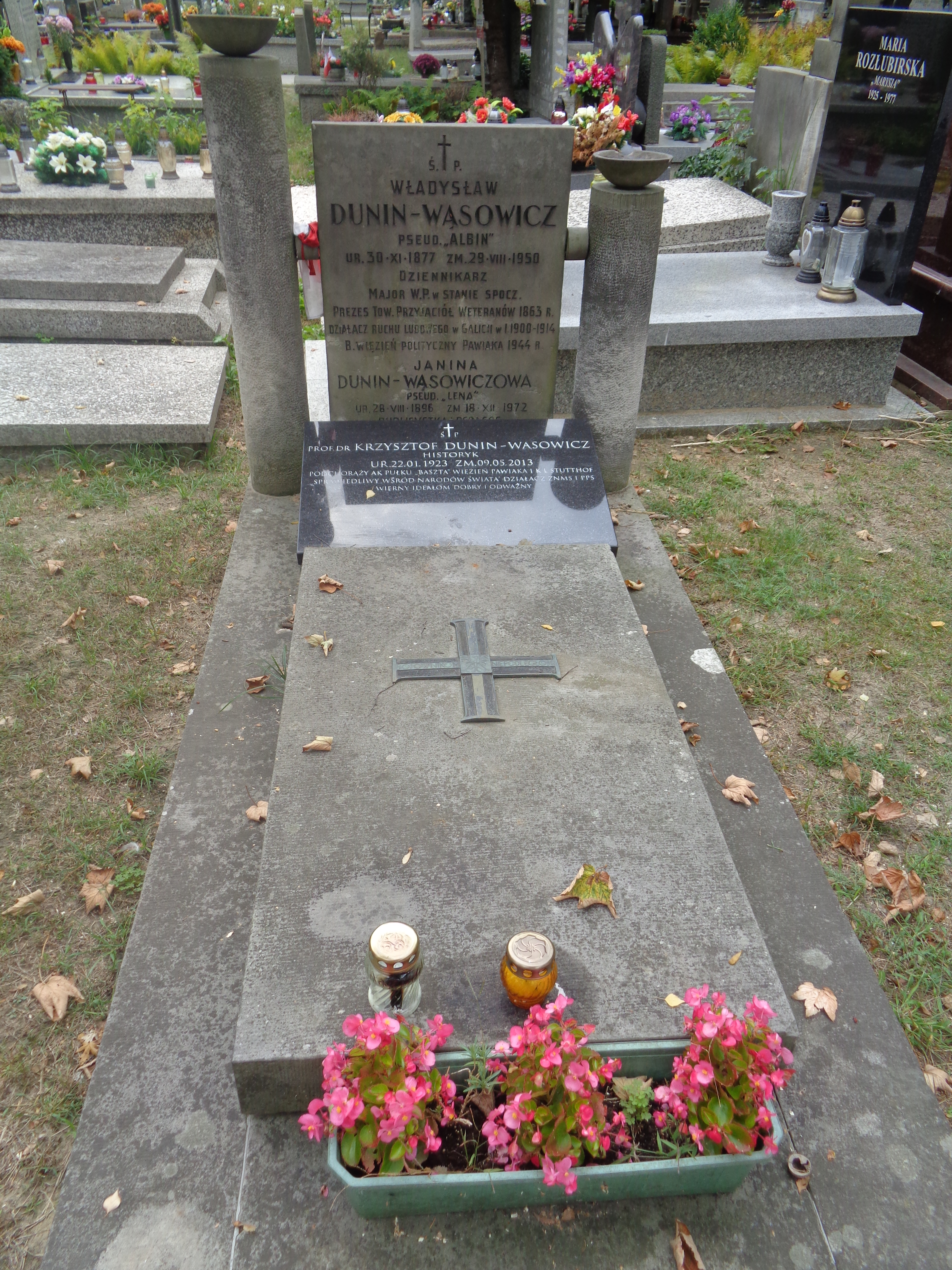
Grób Władysława, Janiny i Krzysztofa Dunin-Wąsowicza na Cmentarzu Wojskowym na Powązkach

Władysław Julian Dunin-Wąsowicz, ps. „Albin” (ur. 30 listopada 1877 w Bołszowcach, zm. 29 sierpnia 1950 w Warszawie) – major Wojska Polskiego, oficer Legionów Polskich, dziennikarz, prezes Towarzystwa Przyjaciół Weteranów, działacz Ruchu Ludowego w Galicji, więzień Pawiaka (1944).

## Życiorys
Urodził się 30 listopada 1877 w Bołszowcach, w ówczesnym powiecie rohatyńskim Królestwa Galicji i Lodomerii, w rodzinie Albina i Anny z Lewickich. Ukończył polonistykę na Uniwersytecie Lwowskim i początkowo pracował jako nauczyciel szkół średnich. Był on związany z ruchem ludowym - grupą Jana Stapińskiego. Był także organizatorem Związku Strzeleckiego w Galicji i brał udział w pracach Polskiego Skarbu Wojskowego we Lwowie. Później wstąpił do Legionów, gdzie był dowódcą oddziałów kwatermistrzowskich. W 1915 r. w Wiedniu, na zlecenie Naczelnego Komitetu Narodowego, był propagatorem idei legionowej. Od 1917 r. był kierownikiem Głównego Urzędu Zaciągu - biura werbunkowego, które podlegało Polskiej Sile Zbrojnej. Od 1919 r. służył w Wojsku Polskim, gdzie był m.in. zastępcą szefa Biura Wyznań Niekatolickich MSWojsk. w Warszawie. Z dniem 28 lutego 1930 został przeniesiony w stan spoczynku w randze majora. 
Odegrał istotną rolę w prasie polskiej m.in. kierując działem szkolnym i oświatowym w „Kurierze Lwowskim”, jako redaktor lwowskiej „Depeszy”, sekretarz redakcji „Przyjaciela Ludu”, redaktor naczelny „Gazety Powszechnej” i lwowskiej „Trybuny”. W czasach II Rzeczypospolitej pracował w prasie wojskowej, kombatanckiej („Biuletyn Federacji Polskich Związków Obrońców Ojczyzny”, „Djarjusz Oficera Rezerwy”, „Naród i Wojsko”, „Oficer Rezerwy”), w „Kurierze Porannym” i „Kurierze Warszawskim”. Po wojnie był m.in. sekretarzem „Gazety Ludowej”, głównego organu opozycji antykomunistycznej, skupionej wokół PSL i dziennikarzem gazety „Gromada – Rolnik Polski”.
Był aktywnym działaczem Związku Dziennikarzy RP, Związku Oficerów Rezerwy RP i Federacji Polskich Związków Obrońców Ojczyzny. Z jego inicjatywy powstał osobny cmentarzyk powstańców styczniowych, w obrębie dzisiejszego Cmentarza Komunalnego na Powązkach. Był on współorganizatorem obchodów 70-lecia Powstania Styczniowego w 1933 r. z udziałem Prezydenta RP Ignacego Mościckiego i Marszałka J. Piłsudskiego, jako działacz Towarzystwa Przyjaciół Weteranów 1863 r.
Zmarł 29 sierpnia 1950 w Warszawie. Został pochowany na Cmentarzu Wojskowym na Powązkach (kwatera C15-1 dod.-9).
Władysław był żonaty z Janiną Rubach (1896–1972), z którą miał córki Zofię (ur. 1906) i Janinę (ur. 1910) oraz synów Krzysztofa (1923–2013) i Marka (1927).

## Ordery i odznaczenia
- Krzyż Niepodległości (27 czerwca 1938)[7]
- Krzyż Kawalerski Orderu Odrodzenia Polski
- Złoty Krzyż Zasługi (10 listopada 1933)[8]
- Srebrny Krzyż Zasługi (4 marca 1925)[9][2]
- Medal Pamiątkowy za Wojnę 1918–1921
- Medal Dziesięciolecia Odzyskanej Niepodległości
- Krzyż Oficerski Orderu Gwiazdy Rumunii (Rumunia)[2]